# Hockey subacuático
El hockey subacuático fue inventado originalmente el 18 de noviembre de 1954. Es un deporte variante del hockey que se juega en dos equipos. Cada uno formado por 10 jugadores, de los cuales 6 son los jugadores en activo, mientras que los 4 restantes esperan su cambio en el banquillo. El partido se lleva a cabo en una piscina profunda, y tiene como objetivo anotar un gol en la portería del equipo contrario con un puck (disco) de 1.2 kg. Los jugadores están equipados de un stick (palo), gafas, tubo de respiración -snorkel-, guantes de protección y aletas.
Su máximo órgano de gobierno es la Confederación Mundial de Actividades Subacuáticas (CMAS).

## Historia
Jugar con improvisados palos y un disco fue el principio de lo que llamamos hoy en día el Hockey Subacuático.
El Hockey Subacuático tiene sus orígenes en la localidad costera de Portsmouth, Gran Bretaña, aunque no se sabe bien su fecha de origen fue allá por el 1954.
Sin embargo, fueron años más tarde, en la década de los sesenta, cuando esta disciplina deportiva salta a otros continentes, llegando a países como los EE. UU. Es ahí donde el Hockey Subacuático sufre algunas variantes.
Fue así que comenzó a propagarse en torneos oficiales, siendo Sudáfrica el primer país en donde se juega los primeros campeonatos nacionales, posteriormente lo siguió Australia.
Pasaron los años hasta llegar a 1979. Año en que se jugó la primera copa de Europa, celebrada en Charle Roí, Bélgica.
En estos momentos, el Hockey Subacuático es un deporte de competición en países tales como Australia, Sudáfrica, Francia, EE. UU. e Inglaterra, llegando a disputarse campeonatos a nivel nacional y, cada dos años, a nivel mundial. Se juega en 27 países. En España, la encargada de gestionar y promocionar este deporte es la Federación Española de Actividades Subacuáticas (FEDAS).
Actualmente, se practica en muchas ciudades españolas, como Barcelona, Madrid, Mallorca, Sevilla, Tarragona, Figueras, Vitoria, Valladolid, etc., y el país cuenta con la selección nacional élite, sub-23 y sub-19, tanto masculina como femenina, todas ellas en posesión de numerosos títulos adquiridos en los diferentes campeonatos.[cita requerida]
El primer campeonato mundial se celebró en 1980 en Canadá.http://www.canadainternational.gc.ca/colombia-colombie/index.aspx?lang=spa[cita requerida]

## Reglas del juego

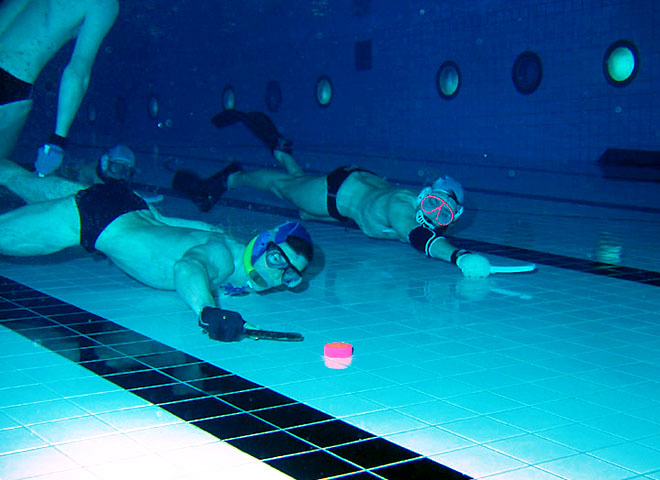

El hockey subacuático consta de dos equipos de diez jugadores: seis jugadores en el agua, más cuatro suplentes; cada jugador está, provisto de aletas, gafas, guante de protección en la mano donde lleve su stick y un tubo de respiración (snorkel); los jugadores intentan trasladar por el fondo de la piscina un disco o pastilla (puck) de plomo cubierta de un plástico de cerca de 1.5 kg a la portería del equipo contrario, gracias al stick.
Inicialmente se le denominó Octopush, ya que hasta 1984 se disponían de ocho jugadores (octo) que empujaban un disco.
Como es de suponer, el jugador pasa gran parte del tiempo bajo el agua, es decir, en apnea. Cuando se inicia esta práctica, puede resultar difícil mantenerse bajo el agua, aguantando la respiración durante cierto tiempo, sin embargo, con la práctica se puede adquirir cierta habilidad para mantener una apnea mayor.
El hockey subacuático es un deporte de equipo que se juega en apnea en el fondo de una piscina de 2 a 4 metros de profundidad, además es un juego rápido y muy dinámico, por lo tanto, su práctica requiere de un considerable esfuerzo, tanto aeróbico como anaeróbico. Se precisa velocidad, capacidad de anticipación y coordinación con el resto del equipo para obtener buenos resultados. Pero además, al contrario de lo que ocurre en otros deportes, la concentración del jugador no solo se centra en conseguir llevar el disco a la portería contraria, sino que la limitación obvia del jugador bajo el agua, hará que tengan que subir a la superficie para tomar aire, recuperarse y volver a tomar posición para seguir el juego.
Todos los miembros de cada equipo deberán llevar un traje de baño igual, es decir, del mismo diseño y del mismo color. Así mismo, deberán usar gorros y sticks del mismo color (negro o blanco) para diferenciarse del equipo contrario y marcados con el número identificador de cada jugador, dicho número deberá figurar también en la parte superior de los dos brazos.
El partido se divide en dos tiempos de 15 minutos cada uno más un descanso de 3 minutos, después del cual los equipos deberán cambiar de campo. El juego está controlado por tres árbitros, dos en el agua (árbitros acuáticos) y uno en el borde de la piscina (árbitro principal). En el comienzo de un partido, después de un descanso y de marcar un gol, o luego de un penalti, los jugadores de cada equipo tendrán que situarse dentro del agua y junto a sus respectivas líneas finales, con, al menos, una mano en contacto con la línea final.
Una vez comenzado el juego, todos los participantes, incluidos los suplentes, que entren deberán hacerlo sentados en el borde de la piscina.
Cualquiera de los capitanes o entrenadores de los equipos, podrán solicitar un periodo muerto de un minuto en cualquiera de los dos tiempos de 15 minutos y no en las prórrogas; para hacerlo, deberán solicitarlo al juez principal mediante una señal, levantando ambos brazos sobre la cabeza para formar una gran letra "O". El árbitro principal aceptará la solicitud repitiendo la señal y deteniendo el cronómetro.
Cuando los jugadores están nadando en la superficie, se permite utilizar el estilo libre, pero solo si los otros jugadores no corren peligro de ser golpeados.
Durante el partido, los cuatro suplentes de cada equipo deben mantenerse en sus áreas de sustitución correspondiente, y no podrán cambiar hasta que su suplente esté completamente fuera del agua, con aletas incluidas.
Si fuera necesario un desempate, se podrá jugar una prórroga de 10 minutos con un descanso en medio de tres minutos. Si transcurrido este tiempo y el empate persiste, el partido podrá continuar hasta que se marque un gol.
Los jugadores solo podrán empujar la pastilla con el palo o stick, sin poder tocarla en ningún momento con la mano, ni levantarla, transportarla, obstruir o cubrirla con alguna parte del cuerpo o del equipamiento. Tampoco podrán ponerse de pie en el área de juego, tener más de 6 jugadores en el agua cuando el partido está en juego o realizar acciones que atenten contra las normas de comportamiento ético de cualquier deporte, como por ejemplo, conductas ofensivas, agresiones físicas o verbales, no aceptar las decisiones oficiales, etc.
Los árbitros podrán aplicar una sanción equivalente a la gravedad de una infracción. En tal caso, el árbitro principal deberá detener el juego y deliberar con los árbitros acuáticos, cuál será la sanción adecuada para los infractores.
Las sanciones pueden ser simples amonestaciones verbales si considera leve o accidental la infracción, expulsiones del agua temporalmente (entre 2 y 5 minutos) si la falta tiene carácter grave o son colectivas leves, y expulsión del agua definitivamente si la infracción es grave y deliberada o reiteración de conductas antideportivas. El reglamento oficial de la CMAS hace la siguiente valoración de las infracciones según su naturaleza:
Infracciones
- Leves
  - La mayoría de las infracciones realizadas con el palo.
  - Salidas incorrectas.
  - La mayoría de las infracciones por obstrucción.

- Graves
  - Agarrar, retener o empujar.
  - Lenguaje obsceno, abuso verbal.
  - Obstrucción deliberada.
  - Infracciones leves de manera continuada.

- MUY MUY GRAVES
  - Peleas, golpes.
  - Infracciones graves de manera continuada.

Además, los árbitros pueden sancionar a los infractores con acciones que beneficien al equipo contrario, tal como conceder un penalti.

## Material necesario
Aletas
Con ellas tendrás más potencia en tus movimientos bajo el agua. Deberán tener la particularidad de que no pueden estar compuestas de fibra de vidrio para no dañar a otro jugador, siendo fabricadas de goma u otro material sintético flexible. Su longitud no deberán ser ni muy largas para no sobrecargar los gemelos, ni muy cortas para que sean menos efectivas. 
Gafas de buceo
Deberán tener un vidrio de seguridad, generalmente doble lente, u otro material que ante un golpe no se rompa en pequeños fragmentos. No servirán las tradicionales gafas de nadador.
Tuba o tubo de respiración
Se trata de una tuba muy similar a la que se usa en buceo, si bien suele tener una menor longitud para facilitar la respiración.
Gorro
Se usa un gorro parecido a los que se utilizan en waterpolo, con protecciones en las orejas y con cierre en la parte inferior.
Palo
Pequeña vara de unos 30 centímetros de largo por 2 o 3 de ancho y con cierta forma curva, con la que se empuja el disco.
Guante
En la mano con la que se maneja el stick se lleva un guante de protección, dicho guante puede ser de neopreno fino u otro material que permita sujetar el stick convenientemente.